# Madronita Andreu
Madronita Andreu (Barcelona, 14 de noviembre de 1895 - 8 de junio de 1983)  fue una fotógrafa catalana. 

## Biografía
Nace en Barcelona en el seno de una familia de la alta burguesía. Su padre era Salvador Andreu, conocido por un jarabe y unas pastillas para la tos. Desde muy joven desarrolla pasión por la fotografía y más tarde va a rodar películas. Dedicada fundamentalmente a filmar a la familia, los amigos y el entorno social, sin ningún interés por dar a conocer la obra más allá del ámbito familiar. Viajera y deportista, va a vivir durante un tiempo en Nueva York con su segundo marido, Max Klein.
Sus imágenes son testimonio visual de las transformaciones llevadas a cabo a lo largo de la mayor parte del siglo XX. Entre más de 900 bobinas de material en 16 mm. el realizador José Luis López-Linares ha seleccionado el material con el que se editó el documental Un instante en vida ajena (2003), que ganó el Premio Goya del año 2004.